# 常乃惪
常乃惪（1898年—1947年7月26日），字燕生，山西省榆次人，中国青年党领导人，中国近代思想家、历史学家。

## 生平
常燕生毕业于北京高等师范，曾参加东西文化论战。1925年加入青年党。历任青年党中央执行委员兼宣传部部长、青年党中央常务委员兼文化运动委员会主任委员、国民政府行政院政务委员、国民政府委员等。1939年访问延安，与毛泽东、周恩来、艾思奇、周扬会谈。1946年1月参加政治协商会议，11月出席国民大会，1947年5月出任国民政府委员。
1947年7月26日上午七點半，因腦炎於四川成都華大醫院病逝。

## 備註
1. ↑  直心為德，同「德」，亦作為「德」的異體，另有異體「悳」[1]，常遭誤植為「常乃『惠』」，例如出版品誤植：劉紀蕙. . 聯經出版. 2020-03-27: 203  [2025-01-22]. （原始内容存档于2025-01-23）.，原件正確但電子資料誤植：. 國家文化記憶庫.   [2025-01-22]. 原始内容存档于2025-01-22.、. 商務印書館（香港）.   [2025-01-22]. 原始内容存档于2024-07-19.